# Zahra Sedighi-Hamadani
Zahra Sedighi-Hamadani (persisch زهرا صدیقی همدانی; * 17. Januar 1992 in Iran), auch bekannt als Sareh Mansouri, ist eine iranische LGBT*-Aktivistin, die am 27. Oktober 2021 auf ihrer Flucht in die Türkei von der Islamische Revolutionsgarde Irans verhaftet worden ist. Am 4. September 2022 wurde sie gemeinsam mit Elham Choubdar zum Tode verurteilt, was internationale Aufmerksamkeit erregte.
Westliche Medien berichteten über Sareh Mansouri hauptsächlich unter dem Namen Zahra Sedighi-Hamadani, während iranische Netzwerke wie Iranian Prison Atlas (IPA) und das iranische Lesben- und Transgender-Netzwerk 6Rang den Namen Sareh Mansouri verwendeten.

## Leben und Aktivismus
Sareh Mansouri hat bis zu ihrer Verhaftung Ende 2021 die Rechte von LGBT*-Personen auf Social-Media-Plattformen wie Telegram und Instagram verteidigt, da in Iran Homosexualität verboten ist und mit Peitschenhieben oder dem Tod bestraft wird. In einem Interview mit der BBC, welches im Mai 2021 auf Sendung ging, thematisierte Sareh Mansouri die Misshandlungen, die LGBT*-Personen in der kurdischen Region des Iraks erlitten. In einem von dem iranischen Lesben- und Transgender-Netzwerk 6Rang publizierten Video erklärte sie, dass sie nach dem Interview von der kurdisch-irakischen Polizei verhaftet worden und gegen Kaution nach 21 Tagen freigelassen worden war.
Vor dem letzten Abschnitt ihrer Flucht über die Grenze zwischen der Islamischen Republik Iran und der Türkei nahm Sareh Mansouri ein Video auf, in welchem sie eine vertraute Person anleitete, das Video im Falle ihrer Verhaftung zu veröffentlichen. Das Video wurde am 7. Dezember 2021 von 6Rang veröffentlicht. Darin sagt sie unter anderem: „Ich will, dass ihr wisst, wie viel Druck LGBT*-Personen ausgesetzt sind. Wir riskieren unsere Leben für unsere Emotionen, aber wir werden unser wahres Selbst finden... Ich hoffe, dass der Tag kommen wird, an dem wir alle in Freiheit in unserem Land leben können... Ich mache mich jetzt am Weg Richtung Freiheit. Ich hoffe, dass ich sicher ankommen werde. Wenn ich es schaffe, werde ich mich weiterhin für LGBT*-Menschen einsetzen. Ich werde hinter ihnen stehen und meine Stimme für sie erheben. Wenn ich es nicht schaffe, werde ich mein Leben für die Sache hingegeben haben.“

## Verhaftung und Urteil
Auf ihrer Flucht in die Türkei wurde Sareh Mansouri am 27. Oktober 2021 von der Iranischen Revolutionsgarde in der iranischen Provinz West-Aserbaidschan verhaftet. Ende Dezember übernahm die Iranische Revolutionsgarde ihren Telegram-Account, auf dem sie Live Videos und Interviews zu den Rechten von LGBT*-Personen veröffentlicht hatte. Mitte Januar 2022 gab Amnesty International bekannt, dass sie mit der Begründung von „Korruption auf Erden“ festgehalten werden würde. Sareh Mansouri wurde konkreter der „Verbreitung von Homosexualität“ sowie der „Kommunikation mit gegen die Islamische Republik gerichteten Medien Kanälen“ und der „Verbreitung des Christentums“ beschuldigt. Die ersten beiden Vorwürfe bezogen sich dabei auf das von der BBC veröffentlichte Interview, welches im Mai 2021 ausgestrahlt worden war. Der Vorwurf der „Verbreitung des Christentums“ bezieht sich Amnesty International zufolge auf das Tragen einer Kette mit Kreuz-Anhänger sowie auf das Besuchen einer Hauskirche einige Jahre zuvor. Anfang Jänner wurde zudem berichtet, dass Sareh Mansouri mehrere Wochen in Einzelhaft verbringen musste und Spott über ihr Aussehen und ihre Identität sowie Gewalt-Androhungen ausgesetzt war. Die Autoritäten drohten ihr auch damit, ihr das Sorgerecht für ihre beiden Kinder zu entziehen.
Die Menschenrechtsorganisation Hengaw berichtete am 4. September 2022, dass Sareh Mansouri gemeinsam mit einer weiteren Frau, Elham Choubdar, von einem Revolutionsgericht in Urmia wegen „Korruption auf Erden“ zum Tode verurteilt worden war. In Folge eines großen Medienechos gab die iranische Justiz am 5. September 2022 bekannt, dass Mansouri und Choubdar in Menschenhandel verwickelt seien. Amnesty International nahm dazu Stellung und schrieb, „dass die Anschuldigungen des ‚Schmuggels‘ falsch und unbegründet sind und auf der tatsächlichen oder vermeintlichen sexuellen Orientierung und/oder Geschlechtsidentität der Frauen und im Fall von Sareh Mansouri auf deren Verbindung mit anderen iranischen LGBT*-Asylsuchenden auf der Flucht vor der systematischen Verfolgung im Iran beruhen.“ Rechtsanwälte und andere Menschenrechtsorganisationen gehen ebenfalls davon aus, dass das Todesurteil mit dem Aktivismus der Frauen zusammenhängt, denn Iran hat in der Vergangenheit bereits vielfach Personen, die sich für Menschenrechte eingesetzt hatten, unter fabrizierten Vorwänden exekutieren lassen. Das Center for Human Rights in Iran nannte mehrere Verletzungen der Rechte der beiden Frauen auf ein ordnungsgemäßes Verfahren. Unter anderem die Verweigerung eines Rechtsbeistandes sowie Konfessionen und Befragungen unter Folter. Eine Sprecherin von 6Rang sagte der Nachrichtenagentur AFP, dass es sich um das erste iranische Todesurteil aufgrund der sexuellen Orientierung von Frauen handelt.
Am 13. September 2022 berichtete IranWire von einem versuchten Suizid von Sareh Mansouri. Sie sei in einem Krankenhaus behandelt und wieder zurück ins Gefängnis überstellt worden, wo sie und Elham Choubdar sich weiterhin in Haft befänden. Am 18. März 2023 berichtete 6Rang über ihre Freilassung auf Kaution. Am 21. Dezember 2023 berichtete der Kölner Stadt-Anzeiger, dass Zahra Sedighi-Hamadani nun sicher in Köln sei. Ob Köln nun ihr künftiger Aufenthaltsort sei, blieb offen.

## Internationale Reaktionen
Bereits im Jänner 2022 forderte Amnesty International Sareh Mansouris Freilassung. Am 28. Juli 2022 forderten ILGA Asia und 55 weitere internationale Organisationen ihre sofortige Freilassung.
Die Todesurteile vom 4. September 2022 sorgten international für Protest. Laut 6Rang berichteten bis zum 13. September 2022 über 60 internationale Medien über die Verurteilung. Unter anderem zeigten sich Sprecher der UNO besorgt. Der Sprecher für den EU-Außenbeauftragten Josep Borrell kritisierte die Verurteilung, da die EU prinzipiell und fundamental gegen die Todesstrafe und gegen jegliche Diskriminierung aufgrund von sexueller Orientierung oder Genderidentität sei. Die österreichische GRÜNE-Politikerin Ewa Ernst-Dziedzic bezeichnete das Urteil als „einen Dammbruch in der iranischen Rechtsprechung“ und forderte im Falle des Vollzugs der Todesstrafe Konsequenzen für die österreichischen Beziehungen zu Iran.
Amnesty International startete am 15. September 2022 eine Aktion. Gefordert wurde, die Schuldsprüche und Todesurteile der beiden verurteilten Frauen umgehend aufzuheben sowie Sareh Mansouri und Elham Choubdar freizulassen.